# Xiaomi Mi MIX Alpha
Xiaomi Mi MIX Alpha — концепт смартфона, розроблений та спроєктований компанією Xiaomi, що відноситься до дизайнерської серії MIX. Його особливістю став дисплей, який охоплює практично всі сторони смартфона окрім верхнього і нижнього торців та смужки ззаду, на якій розміщені камери. Був представлений 24 вересня 2019 року.
Спочатку планувалося малосерійне виробництво, але у продаж пристрій так і не надійшов. У грудні 2019 року виробництво скасоване через труднощі у виробництві.

## Дизайн
Екран виконаний зі скла. Смужка чорного кольору з камерами, подвійним LED-спалахом та лазерним автофокусом виготовлена із сапфіру. Верхній та нижній торці виконані з титанового сплаву TC4.
Знизу знаходяться роз'єм USB-C, динамік, мікрофон та лоток під 2 SIM-картки, а зверху — другий мікрофон та кнопка блокування.

## Технічні характеристики

### Апаратне забезпечення
Mi MIX Alpha отримав систему на кристалі Qualcomm Snapdragon 855+ з графічним процесором Adreno 650. Пристрій має 12 ГБ оперативної пам'яті та 256 ГБ постійної пам'яті.
Акумуляторна батарея отримала об'єм 4050 мА·год та підтримку швидкої зарядки потужністю до 40 Вт.
Mi MIX Alpha має 7,92-дюймовий Super AMOLED-дисплей, що охоплює майже повністю чотири сторони смартфона. Він має роздільну здатність 2088 × 2250 пікселів, щільність пікселів 388 ppi і вбудований під нього оптичний сканер відбитків пальців. Частка екрана до передньої частини смартфона складає 180,8%.
Основний динамік знаходиться на нижньому торці, а розмовний замінений на п'єзоелектричний.
Mi MIX Alpha отримав основну потрійну камеру із лазерним автофокусом, ширококутним об'єктивом на 108 Мп з діафрагмою f/1.69 і фазовим автофокусом, телеоб'єктивом на 12 Мп з діафрагмою f/2.0, 2-кратним оптичним зумом і фазовим автофокусом dual pixel та надширококутним об'єктивом на 20 Мп з діафрагмою f/2.2. Камера вміє записувати відео в роздільній здатності 6K@30fps. Роль передньої камери виконує основна камера.

### Програмне забезпечення
Смартфон працює на MIUI 11, що побудована на базі Android 10.